# Club Sportif Sedan Ardennes 2011-2012
Questa voce raccoglie le informazioni riguardanti il Club Sportif Sedan Ardennes nelle competizioni ufficiali della stagione 2011-2012. 

## Rosa
| N. |                               | Ruolo | Calciatore        |
| -- | ----------------------------- | ----- | ----------------- |
| 1  | Rep. Centrafricana (bandiera) | P     | Geoffrey Lembet   |
| 16 | Francia (bandiera)            | P     | Ulrich Ramé       |
| 30 | Francia (bandiera)            | P     | Florent Perraud   |
| 2  | Francia (bandiera)            | D     | Florentin Pogba   |
| 3  | Francia (bandiera)            | D     | Sébastien Cantini |
| 4  | Francia (bandiera)            | D     | Ismaël Traoré     |
| 5  | Comore (bandiera)             | D     | Kassim Abdallah   |
| 20 | Francia (bandiera)            | D     | Lionel Carole     |
| 21 | Francia (bandiera)            | D     | Kévin Boli        |
| 25 | Francia (bandiera)            | D     | Wesley Lautoa     |
| 26 | Francia (bandiera)            | D     | Mickaël Le Bihan  |
| 6  | Francia (bandiera)            | C     | Jérôme Lemoigne   |

| N. |                           | Ruolo | Calciatore         |
| -- | ------------------------- | ----- | ------------------ |
| 7  | Francia (bandiera)        | C     | Steeven Langil     |
| 8  | Francia (bandiera)        | C     | Vincent Gragnic    |
| 10 | Francia (bandiera)        | C     | Florian Makhedjouf |
| 11 | Francia (bandiera)        | C     | Yoann Court        |
| 14 | Francia (bandiera)        | C     | Yohann Eudeline    |
| 18 | Portogallo (bandiera)     | C     | Stanislas Oliveira |
| 24 | Francia (bandiera)        | C     | Pierrick Valdivia  |
|    | Costa d'Avorio (bandiera) | C     | Emmanuel Koné      |
| 9  | Francia (bandiera)        | A     | Nicolas Fauvergue  |
| 13 | Francia (bandiera)        | A     | Naïm Sliti         |
| 17 | Mali (bandiera)           | A     | Mamadou Diallo     |
| 23 | Francia (bandiera)        | A     | Abdoulaye Diaby    |